# Paradelphomyia paucimacula
Paradelphomyia paucimacula är en tvåvingeart som beskrevs av Alexander 1956. Paradelphomyia paucimacula ingår i släktet Paradelphomyia och familjen småharkrankar. Inga underarter finns listade i Catalogue of Life.